# Heliophanus marshalli
Heliophanus marshalli este o specie de păianjeni din genul Heliophanus, familia Salticidae, descrisă de Peckham, Peckham, 1903. Conform Catalogue of Life specia Heliophanus marshalli nu are subspecii cunoscute.